# Жільбер Ерал
Жільбер Ерал (кат. Gilbert Hérail; 1152/1155 —21 грудня 1200) — 12-й великий магістр ордену тамплієрів в 1194—1200 роках.

## Життєпис
Походив з арагонського шляхетського роду. Народився між 1152 та 1155 роками в Іоганнісі (сучасний Монтон). Замолоду приєднався до ордену тамплієрів. Брав участь у битвах Реконкісти.
1183 року під час перебування в Єрусалимі терміном на 1 рік було призначено великим командором. 1185 року стає магістром Провансу та частини Іспанії. У 1190 році призначається великим прецептором Франції та великим командром ордену. 1191 року стає магістром декамера і цисмарин (відповідав за діяльність візитаторів Європи та Сходу).
1194 року після смерті Робера де Сабле обирається новим великим магістром ордену тамплієрів. Того ж року отримав для ордену нові привілеї від папи римського Целестина III.
Відмовився скористатися війною за спадщину Салах ад-Діна, натомість уклав мирний договір з Аль-Аділем, маліком Алеппо і Дамаску. У відповідь орден госпітальєрів звинуватив Жільбера Ерала у зраді інтересів християн. 1196 року в суперечці тамплієрів з госпітальєрами папа римський Іннокентій III підтримав останніх. Разом з тим тамплієри за допомогу в Реконкісті отримали від арагонського короля Альфонсо ІІ замок Альфамбра.
29 квітня 1196 року підписав хартію про злиття каталонської гілки ордена святої Марії Монтесгаудіо, госпіталю святого Спасителя Теруельського з орденом тамплієрів. 1198 року тамплієри вступили в суперечку за землі в Кілікійській Вірменії з царем Левоном II.
1199 року великий магістр домігся від папи римського Іннокентія III заборони єпископам відлучати будь-якого члена ордену тамплієрів. Помер у грудні 1200 року. Новим очільником став Філіп де Плессі.